# Brownsburg-Chatham
Brownsburg-Chatham é uma cidade localizada na província de Quebec no Canadá.